# Pinkie Rollo
Marianne „Pinkie“ Rollo (* 1933) ist eine ehemalige US-amerikanische Autorennfahrerin.

## Karriere
Pinkie Rollo fuhr ab Mitte der 1950er-Jahre Sportwagenrennen in den USA. Die kleine zierliche Amerikanerin, die mit Geburtsnamen Wheatley hieß, war in erster Ehe mit dem Rennfahrer Fred Windridge verheiratet, der Werksfahrer bei Briggs Cunningham war. Auch ihr zweiter Mann, Reed Rollo, war Rennfahrer.
1960, noch als Frau Windbridge, fuhr sie gemeinsam mit Denise McCluggage zum ersten Mal das 12-Stunden-Rennen von Sebring. Das Duo fuhr einen Osca 187S von Camoradi Racing und fiel nach 34 Runden mit Motorschaden aus. 1967 fuhren die beiden Damen für Luigi Chinetti und dessen North American Racing Team einen Ferrari 275 GTB Spyder an die 17. Stelle der Gesamtwertung.
Rollo fuhr bis Mitte der 1970er-Jahre Straßen- und Rundstreckenrennen in Nordamerika, dann trat sie vom Rennsport zurück.

## Statistik

### Sebring-Ergebnisse
| Jahr | Team                         | Fahrzeug                      | Teamkollege       | Platzierung | Ausfallgrund |
| ---- | ---------------------------- | ----------------------------- | ----------------- | ----------- | ------------ |
| 1960 | Camoradi USA                 | Osca 187S                     | Denise McCluggage | Ausfall     | Ölverlust    |
| 1967 | Northern Vermont Racing Team | Ferrari 275 GTB/4 NART Spyder | Denise McCluggage | Rang 17     |              |

### Einzelergebnisse in der Sportwagen-Weltmeisterschaft
| Saison | Team                         | Rennwagen                     | 1   | 2   | 3   | 4   | 5   | 6   | 7   | 8   | 9   | 10  | 11  | 12  | 13  | 14  |
| ------ | ---------------------------- | ----------------------------- | --- | --- | --- | --- | --- | --- | --- | --- | --- | --- | --- | --- | --- | --- |
| 1960   | Camoradi Racing              | Osca 187S                     | BUA | SEB | TAR | NÜR | LEM |     |     |     |     |     |     |     |     |     |
| 1960   | Camoradi Racing              | Osca 187S                     | DNF |     |     |     |     |     |     |     |     |     |     |     |     |     |
| 1967   | Northern Vermont Racing Team | Ferrari 275 GTB/4 NART Spyder | DAY | SEB | MON | SPA | TAR | NÜR | LEM | HOK | MUG | BRH | CCE | ZEL | OVI | NÜR |
| 1967   | Northern Vermont Racing Team | Ferrari 275 GTB/4 NART Spyder | 17  |     |     |     |     |     |     |     |     |     |     |     |     |     |